# زغبورة سندرية
زغبورة سندرية (الاسم العلمي:Stigmella betulicola) هي نوع من الحشرات تتبع جنس الزغبورة من فصيلة السليلات.